# Devin Ebanks
Devin Maurice Ebanks (Queens, Nueva York, 28 de octubre de 1989) es un jugador de baloncesto estadounidense que pertenece a la plantilla del Manama Club de la West Asia Super League. Con 2,06 metros de estatura, juega en la posición de alero.

## Trayectoria deportiva

### High School
Ebanks asistió al Bishop Loughlin High en Brooklyn, Nueva York, donde disputó su año sophomore (segundo) y promedió 18 puntos, 6 rebotes y 1.3 robos de balón por encuentro. Al año siguiente se trasladó al St. Thomas More School en Connecticut, firmando 23 puntos, 5 rebotes, 4 asistencias y 3 robos de balón, y al año siguiente mejoró sus credenciales con 23 puntos, 10 rebotes y 5 asistencias de media. Ebanks anotó más de 1.000 puntos en sus dos temporadas en St. Thomas More.
Ebanks recibió varios reconocimientos en su estancia en el instituto. Disputó el Jordan Brand Classic All-Star Game en Nueva York, el AAU en el Team Takeover, y fue seleccionado para el USA Basketball Development Festival de 2007 en el U.S. Olympic Training Center en Colorado Springs, Colorado, donde promedió 28 puntos y 4.8 rebotes por partido.

### Universidad
Ebanks eligió la Universidad de Virginia Occidental por encima de varias como Indiana, Memphis, Rutgers y Texas. En su primera temporada en los Mountaineers promedió 10.5 puntos y lideró al equipo en rebotes con 7.8 en los 35 partidos que disputó, 34 de ellos como titular. Fue incluido en el mejor quinteto de freshman de la Big East Conference y en el mejor quinteto del torneo de la conferencia. Al año siguiente regresó con buenos números (12 puntos y 8.1 rebotes) y ayudó a los Mountaineers a llegar hasta la Final Four de la NCAA por primera vez desde 1951 y a conseguir el récord de victorias en una temporada (31). Por sus méritos fue incluido en el tercer equipo de la Big East.

#### Estadísticas
| Temporada | Equipo                     | Partidos | Pts. | Reb. | Asts. | Rob. | Tap. | %TC  | %T3  | %TL  | Min. | Pér. |
| --------- | -------------------------- | -------- | ---- | ---- | ----- | ---- | ---- | ---- | ---- | ---- | ---- | ---- |
| 2008–09   | West Virginia Mountaineers | 35       | 10.5 | 7.8  | 2.7   | 0.8  | 0.7  | .470 | .125 | .700 | 30.2 | 1.9  |
| 2009–10   | West Virginia Mountaineers | 34       | 12.0 | 8.1  | 2.4   | 1.1  | 0.7  | .457 | .010 | .770 | 34.1 | 2.2  |

### Profesional
Fue seleccionado por Los Angeles Lakers en la 43.ª posición del Draft de la NBA de 2010. El 12 de agosto de 2010 firmó su primer contrato profesional con los Lakers.
El 23 de enero de 2021 fichó por el Iraklis BC de la A1 Ethniki griega.
Jugó la temporada 2023 del BIG3 como parte del equipo Tri-State. 
En marzo de 2024 regresó al Manama Club de Baréin.

## Estadísticas de su carrera en la NBA

### Temporada regular
| Año     | Equipo      | PJ | PT | MPP  | %TC  | %3P  | %TL  | RPP | APP | ROB | TPP | PPP |
| ------- | ----------- | -- | -- | ---- | ---- | ---- | ---- | --- | --- | --- | --- | --- |
| 2010-11 | L.A. Lakers | 20 | 0  | 5.9  | .412 | .400 | .783 | 1.4 | .1  | .2  | .3  | 3.1 |
| 2011-12 | L.A. Lakers | 24 | 12 | 16.5 | .416 | .000 | .657 | 2.3 | .5  | .5  | .3  | 4.0 |
| 2012-13 | L.A. Lakers | 19 | 3  | 10.4 | .329 | .273 | .786 | 2.2 | .5  | .2  | .1  | 3.4 |
| Total   | Total       | 63 | 15 | 11.3 | .385 | .222 | .722 | 1.9 | .4  | .3  | .2  | 3.6 |